# パトロールシリーズ
『パトロールシリーズ』は、山田ミネコによる日本の漫画。

## 概要
山田ミネコが約30年にわたって描き続けてきた『最終戦争シリーズ』に登場する時間パトロールの西塔小角（サイトウ・オヅヌ）の若き日々を描く『最終戦争シリーズ』の外伝的な作品。『リュウ』（徳間書店）に連載された。
『最終戦争シリーズ』では時間移民法が制定され不慮の死を遂げた人物を、時代を超えて移民することが認められているが、パトロールシリーズの時代では違法である。シリーズ前半ではセラフィム、アーリマンの所属する時間跳躍犯罪者組織が敵対組織として描かれ、後半では麻薬なども取り扱う犯罪組織「三合会（サムハッホイ）」が主な敵対組織となる。
単行本は、徳間書店アニメージュコミックス版が全6巻。大都社St comics版が全4巻。MF文庫版が全4巻。 
『最終戦争シリーズ』に登場する人類と敵対する種族「デーヴァダッタ」は本シリーズには表立っては登場しない。

## 作品一覧
徳間書店のアニメージュコミックスを元にした分割。大都社St comics版、MF文庫版は収録巻数が異なる。

### 笛吹伝説
「パイドパイパー」とルビが振られている。
- トルント沼沢地
オヅヌの初の単独任務。紀元前20年の北ヨーロッパに時間逃亡した大学教授ルシアン津月を探しに行き、苦い結末を迎える。
- 夢魔（ナイトメア）
オヅヌはルシアンを死なせてしまったことに付け込まれ、催眠をかけられそうになる。オヅヌにとってのセラフィムとの最初の出会い。
- 笛吹伝説（パイドパイパー）（前後編）
オタルに暮らす子供ビョルンは実は不法に過去から連れてこられた子供だった。オヅヌはビョルンの産まれた時代を調べるべくハーメルンの笛吹き男のあった13世紀へと飛び、そこでセラフィムと出会い、別れる。
- 金星・地球・火星（ペレランドラ・アスール・ゴ・ダエヴァ）
乱痴気騒ぎの中、オヅヌはミルテラ・バーツマコにからかわれる。
- 放電空間（前後編）
時間跳躍の痕跡も無しに各時代に点在する謎の人物をオヅヌは追うことになる。
また、同時に恒星、惑星が存在しない異次元からエネルギーを取り出すことによって、地球人類はエネルギー問題から解消されていたが、その放電空間からのエネルギーが瞬断する事件が起きた。

### 影
「シャドウ」とルビが振られている。
- 雨の降る日は天気が悪い（前中後編）
オヅヌは潜入捜査として、時間跳躍者の犯罪組織のアジトのひとつ19世紀のロンドンに。そこでセラフィムの幼き日、セーラと出会う。セラフィムにとってのオヅヌとの最初の出会い。
- 影-シャドウ-（前中後編）
シャドウは、幼いオヅヌの身代わりとして造られたクローン体だったが、その後も生き延びた。オヅヌの養父であり次期市長候補のサイトウ・ヤギョウを追い落とそうと現市長はシャドウとオヅヌの入れ換えを目論み、パトロール課長のエンマを誘拐する。

### ドクター・レイクの休診日
- とっくりタヌキ
- きつね雨（前後編）
記憶を封印されていたセーラ（セラフィム）は、星夏（セイカ）として20世紀の日本で暮らしていた。
- ドクターレイクの休診日（前後編）

### クレイジー・ドリー
- ワイプアウト（前後編）
- ケサラン・パサラン
- ドクターレイクの花祭り
- クレイジー・ドリー（前後編）

### ゴドニー&アスールCo.
「Co.」は「カンパニー」
- ゴドニー&アスールCo.（カンパニー）（前後編）
- 風の迷路（前中後編）

### 風の尖塔
「尖塔」に「ミナレット」のルビが振られている。
- 風の尖塔（ミナレット）
- 海へ行こうね
- 黒の谷風（カリ・ガンダキ（英語版）ストリーム）
- 封鎖地区
- 結婚式
- バビロンまでは何千里（描き下ろし）

### ザ・山田ミネコ パトロールスペシャル
1986年5月で掲載誌『リュウ』が休刊となったため、継続のエピソードをリュウ増刊として、1986年5月1日初版発行。
収録内容
斜体はパトロールシリーズ外の作品。
- 巻頭カラーふろく どきどきカード&マーク
- 黒の谷風（カリ・ガンダキ ストリーム)（描き下ろし）
- 天使と悪魔の長い髪
- SHIRO&NATSUME
- 封鎖地区（描き下ろし）
- INTERMISSION
- 結婚式（描き下ろし）
- Wedding Memorial
- 赤いセーター
- うちゃぎ高原クラブ

### MF文庫版描き下ろし
- パトロールのひみつ - MF文庫版「笛吹伝説」収録
- 影のことは分からない……作者にも - MF文庫版「影」収録

## 主な登場人物
西塔小角（サイトウ・オヅヌ）
主人公。
作中でシティ・オタル市長に就任する西塔夜行（サイトウ・ヤギョウ）を義父に持つ。
『最終戦争シリーズ』には後身が描かれ、一課長、パトロール局長と昇進し、59歳のとき、オタル市長に就任するも反市議会派のテロにより死亡した。しかし、実際には700年後のパトロール尾鷹星野（オダカ・セイヤ）らに救出され、時間移民としてカトマンズへ行く。母・唱（トナエ）はデーヴァダッタとなり、オヅヌとの確執から対立することになる。
『最終戦争伝説』の主要人物である伊津原永都（イツハラ・ナガト）、大槻真砂流（オオツキ・マサル）に似ていることが作中人物に語られている。
セラフィム（熾天使）
「夢魔」「笛吹伝説」「雨の降る日は天気が悪い」「きつね雨」に登場。
「笛吹伝説」においてオヅヌが回路をめちゃくちゃに設定した超空間通路（時間跳躍犯罪者組織が使用する固定型のタイムマシンの一種）に、それと知らず入り、異次元空間に消える。
父親は時間跳躍犯罪者組織の長であったが、パトロールによる襲撃を受け、初任務だったオヅヌに射殺されたものと思い込んでいた。そのためオヅヌを父の仇として憎む一方で、幼い頃からたびたびオヅヌと出会い、護られてきたことから恋慕の感も抱いている。
実は人類ではなく、ビッグバンを超えて時間跳躍してきた種族である。
石羽良絵馬（イシハラ・エマ）
パトロール一課（超時空犯罪課）長。オヅヌの上司である女性。通称「エンマ」
シャドウと恋に落ち、最終話では結婚する。
影（シャドウ）
オヅヌが幼い頃に、母方の祖父によって造られたクローン体。
サイトウ・ヤギョウの政敵であるオタル市長に雇われたが、誘拐したエマに心底惚れこみ、エマもクローンにして入れ替わりにしようとしたことから、反目。亜空間での戦闘時に心臓を射抜かれて、亜空間に漂う。
ドクター・ダウラギリとレイクに亜空間で拾われ、時限爆弾付きの人工心臓を移殖され、命を取り留める。（亜空間は時間が流れていないため、死亡直後の状態が保持されていたので、蘇生手術が成功した。）
イシュタル・レイク
犯罪組織「三合会（サムハッホイ）」の首領ドクター・ダウラギリの息子の1人。
ドクター・ダウラギリを暗殺し、首領に成りすます。
外科の腕は高く、心臓停止と共に爆発する爆弾を心臓にしかけたり、角や翼の移殖手術もやった。
エディラ
通称「エデ」。シティ・バクダットのパトロール。

コネミ・ダ・マーヤ,ミルテラ・バーツマコ
コネミ・ダ・マーヤは火星（ゴ・ダエヴァ）人の生き残り。ミルテラ・バーツマコは金星（ペレランドラ）人の生き残り。『最終戦争シリーズ』の主要人物。
からかうと面白いとオヅヌをからかっていた。
アーリマン
時間跳躍犯罪者組織の重鎮。少年の姿をしている。
現在の組織の首領の息子であるが、父親（現在の首領）は先代の首領（セラフィムの父親）を暗殺した疑いがある。

## 関連作品
- 『ウォーク・ドント・ラン』
一課長となったオヅヌやレイクの娘、レイクが登場する。
- 『午前2時の丘』
パトロール局長となったオヅヌがセラフィムと再会するも、セラフィムと共にビッグバン以前の宇宙で暮らすことを拒み、現世に留まる決意をする。
トナエは死亡しており、そのショックからヤギョウも寝たきりとなっている。また、シャドウ、エマ、レイク、エデらは行方不明になっている。